# Klasyfikacja Aarne-Thompsona

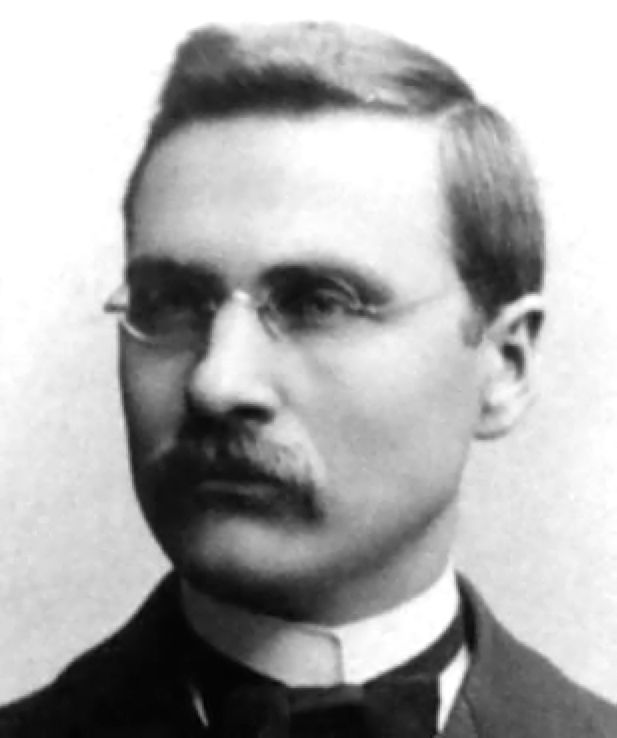
Antti Aarne

Klasyfikacja Aarne-Thompsona – system klasyfikacyjny bajek ludowych stworzony przez Antti Aarnego w pracy Verzeichnis der Märchentypen (1910) i udoskonalony przez Stitha Thompsona w reedycji pracy The Types of the Folk-Tale. A Classification and Bibliography (Helsinki 1928, 1961). Najnowsze wydanie katalogu zostało poprawione przez Hansa-Jörga Uthera i wydane w trzech tomach w Vammala w 2004 roku. W konsultacjach opracowania z polskiej strony wzięła udział prof. Dorota Simonides.
Układ ten dzieli wątki bajkowe (Mt – Märchentype, T – Type) na cztery główne grupy:
1. Bajki zwierzęce: T 1–299
2. Baśnie, legendy i nowele: T 300–1199:
  - T 300–749 baśnie magiczne
  - T 750–849 legendy, bajki religijne
  - T 850–999 nowele, bajki o niezwykłych przygodach
  - T 1000–1199 bajki o oszukanym potworze
3. Kawały i anegdoty T 1200–2440
4. Bajki ajtiologiczne T 2441–2700